# ベス・サルザーアザロフ
ベス・サルザー＝アザロフ（Beth Sulzer-Azaroff、1929年9月6日 - 2022年2月26日）は、アメリカ合衆国の心理学者、行動分析家。マサチューセッツ大学アマースト校名誉教授。

## 経歴
ニューヨーク市マンハッタンのワシントンハイツ地区およびニュージャージー郊外で育ち、ハーレム地区にあるニューヨーク市立大学シティ・カレッジにて学んだ。1945年まで男子校であったが、第二次世界大戦後の教員需要増加を背景に、教育学部に限って女子の入学が認められ、1946年に同学部へ出願した。初めはハーレムの主にスペイン語を話す児童を対象とした学校教師として勤務し、学習意欲の低い子どもたちへの指導法改善に関心を持ったことから、コロンビア大学ティーチャーズカレッジで心理学を学び、その後ミネソタ大学で博士号を取得した。南イリノイ大学、南イリノイ大学カーボンデール校、フロリダ国際大学、北テキサス大学、マサチューセッツ大学アマースト校などで教鞭をとった。

## 業績
B.F.スキナーや彼の弟子であるシドニー・W・ビジュー、ネイサン・アズリンらの影響を受け、基礎的な行動の法則を応用して自閉症や学習障害を持つ子どもたちの行動改善に取り組んだ。彼女の教育法は、現在も自閉症児への主要な治療アプローチとして広く用いられている。
著書には『Applying Behavior Analysis Across the Autism Spectrum』や『The Pyramid Approach to Education in Autism』があり、これらは自閉スペクトラム症の子どもへの行動分析の実践的な指針を示している。また、G・ロイ・メイヤーとの共著である『Achieving Educational Excellence』や『Behavioral Analysis for Lasting Change』は教育心理学者の養成において広く活用されており、後者は2022年2月に新版が発行された。さらに、労働安全衛生分野においても工場やオフィスの事故防止に応用され、その成果は『Who Killed My Daddy? A Behavioral Safety Fable』にまとめられている。
アメリカ行動分析学会、アメリカ心理学会第25部会（応用行動分析）、バークシャー行動分析学会の代表を務め、Journal of Applied Behavior Analysisなど複数の学術誌の編集も担当した。

## 私生活
1955年にミネソタ大学と南イリノイ大学の心理学者エドワード・サルザーと結婚し、3人の子どもをもうけたが、1970年に夫は肺がんで逝去した。1972年にコネチカット大学の物理学教授レオニード・アザロフと再婚し、彼は子どもたちを養子として迎えた。レオニードは、ベスとの対話を記録した科学の一般向け著作『ベスと物理学との朝食（Physics Over Easy: Breakfasts with Beth and Physics）』を著している。
2022年2月26日にフロリダ州ネイプルズで死去。享年92歳。

## 著書
- Behavior Analysis for Lasting Change 4/E
- Behavior Analysis for Lasting Change
- Applying Behavior Analysis Across the Autism Spectrum
- Pyramid Approach to Education Lesson Plans for Young Children アンディ・ボンディらとの共著
- The Pyramid Approach to Education in Autism
- Achieving Educational Excellence: Using Behavioral Strategies
- Applying Behavior-Analysis Procedures With Children and Youth
- Behavior modification procedures for school personnel
- Applying Behavioral Analysis: A Program for Developing Competence
- Making educational psychology work: Carrying concepts into action (Goodyear series in education)